# Brunei Premier League
La DST Group Brunei Premier League (Del idioma Malayo: DST GROUP LIGA PERDANA BRUNEI) es la segunda categoría de Brunéi, organizada por la Asociación de Fútbol de Brunei Darussalam. El país cuenta también con un equipo en la S.League de Singapur, el DPMM FC.
Desde la temporada 2003, los equipos de Brunéi no participan en la Copa Presidente de la AFC, la Copa AFC ni la Liga de Campeones de la AFC.
Desde la temporada 2012/13 es considerada la segunda categoría de Brunéi luego de los cambios ocurridos en la Asociación de Fútbol de Brunei Darussalam luego de la llegada de un nuevo presidente.

## Equipos 2023
- Akse Bersatu
- BAKES FC
- BSRC FT
- Indera SC
- IKLS-MB5 FC
- Jerudong FC
- Kasuka FC
- Kota Ranger FC
- Kuala Belait FC
- Lun Bawang FC
- MS ABDB
- MS PPDB
- Panchor Murai FC
- Rimba Star FC
- Setia Perdana FC
- Wijaya FC

## Palmarés

### Campeonato Nacional
- 1985: Angkata Sersenjata
- 1986: Daerah Brunéi
- 1987: Kota Ranger FC
- 1988: Kuala Belait FC
- 1989: Muara Stars FC
- 1990-92: No Se Disputó
- 1993: Kota Ranger FC
- 1994-01: No Se Disputó

### DST Group Brunei Premier League
- 2002: DPMM FC
- 2003: Wijaya FC
- 2004: DPMM FC
- 2005/06: QAF FC
- 2006/07: No Se Disputó
- 2007/08: QAF FC
- 2008/09: No Se Disputó
- 2009/10: QAF FC
- 2011: Suspendida[1]

## Goleadores
| Año     | Goleadores                         | Equipo         | Goles |
| 2004    | Oluseye Ajayi                      | DPMM FC        | 30    |
| 2005/06 | Viban Francis Bayong               | QAF FC         | 33    |
| 2007/08 | Viban Francis Bayong Budiman Jumat | QAF FC MS ABDB | 18    |
| 2009/10 | Viban Francis Bayong               | QAF FC         | 19    |